# Hillerød Posten
Hillerød Posten er en lokalavis, der dækker Hillerød Kommune. Avisen har indtil 1. januar 2020 hørt under Politikens Lokalaviser, men blev i et større salg af nordsjællandske og sydsvenske lokalaviser overdraget til Sjællandske Medier. Hillerød Posten omdeles gratis til alle husstande som ugeavis tirsdag og onsdag og som weekendavis torsdag og fredag. Avisen udkommer digitalt som e-avis og igennem Sjællandske Mediers nyhedsportal sn.dk, der også publicerer artikler fra dagbladet Frederiksborg Amts Avis, som ligeledes har Hillerød som journalistisk område.